# Sabicea sthenula
Espèce
Synonymes
- Pseudosabicea sthenula N.Hallé, 1966[2]

Sabicea sthenula est une plante faisant partie de la flore camerounaise, mais également présente au Gabon, découverte par Nicolas Hallé. 
Elle a pour synonyme : Pseudosabicea sthenula N.Hallé, 1966.

## Répartition et habitat
Sabicea sthenula est une espèce de plante herbacée ripicole poussant dans la forêt tropicale. Au Cameroun, des spécimens de Pseudosabicea sthenula ont été récoltés dans le village de Bidjap par J. et A. Raynal en 1963.